# Віпфельд
Віпфельд (нім. Wipfeld) — громада в Німеччині, розташована в землі Баварія. Підпорядковується адміністративному округу Нижня Франконія. Входить до складу району Швайнфурт. Складова частина об'єднання громад Шванфельд.
Площа — 5,24 км2. Населення становить 1034 ос. (станом на 31 грудня 2020).

## Галерея

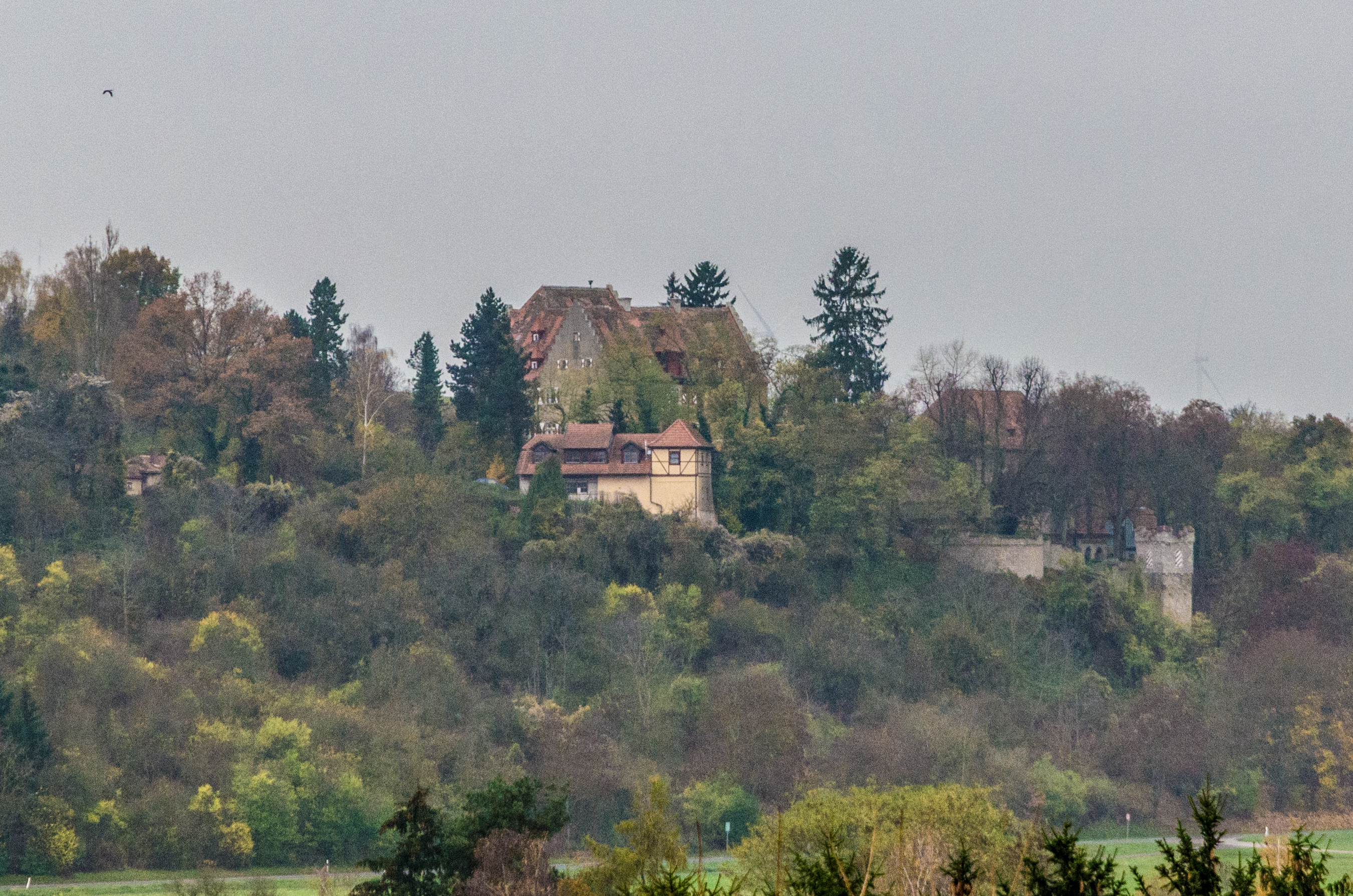
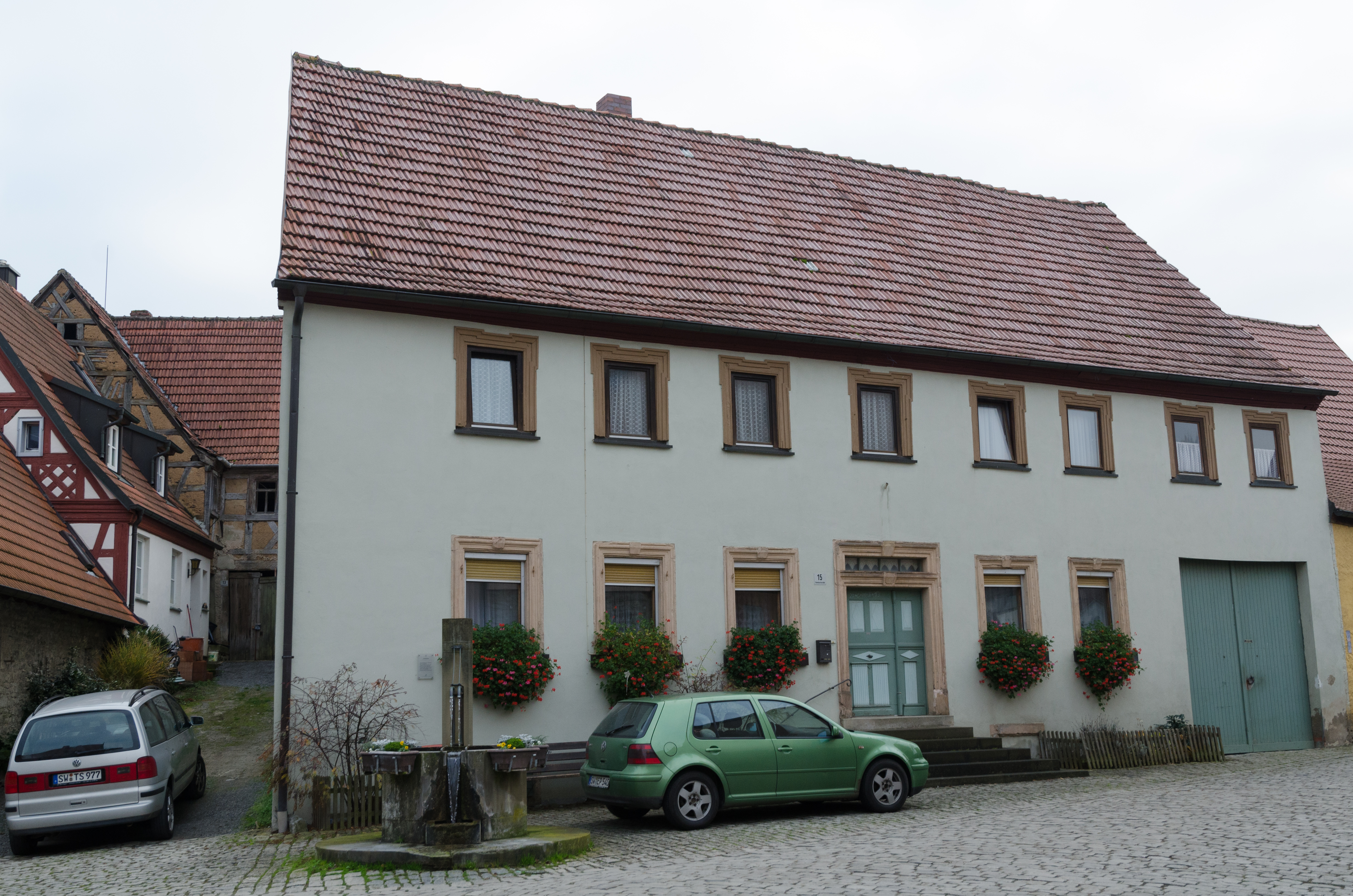
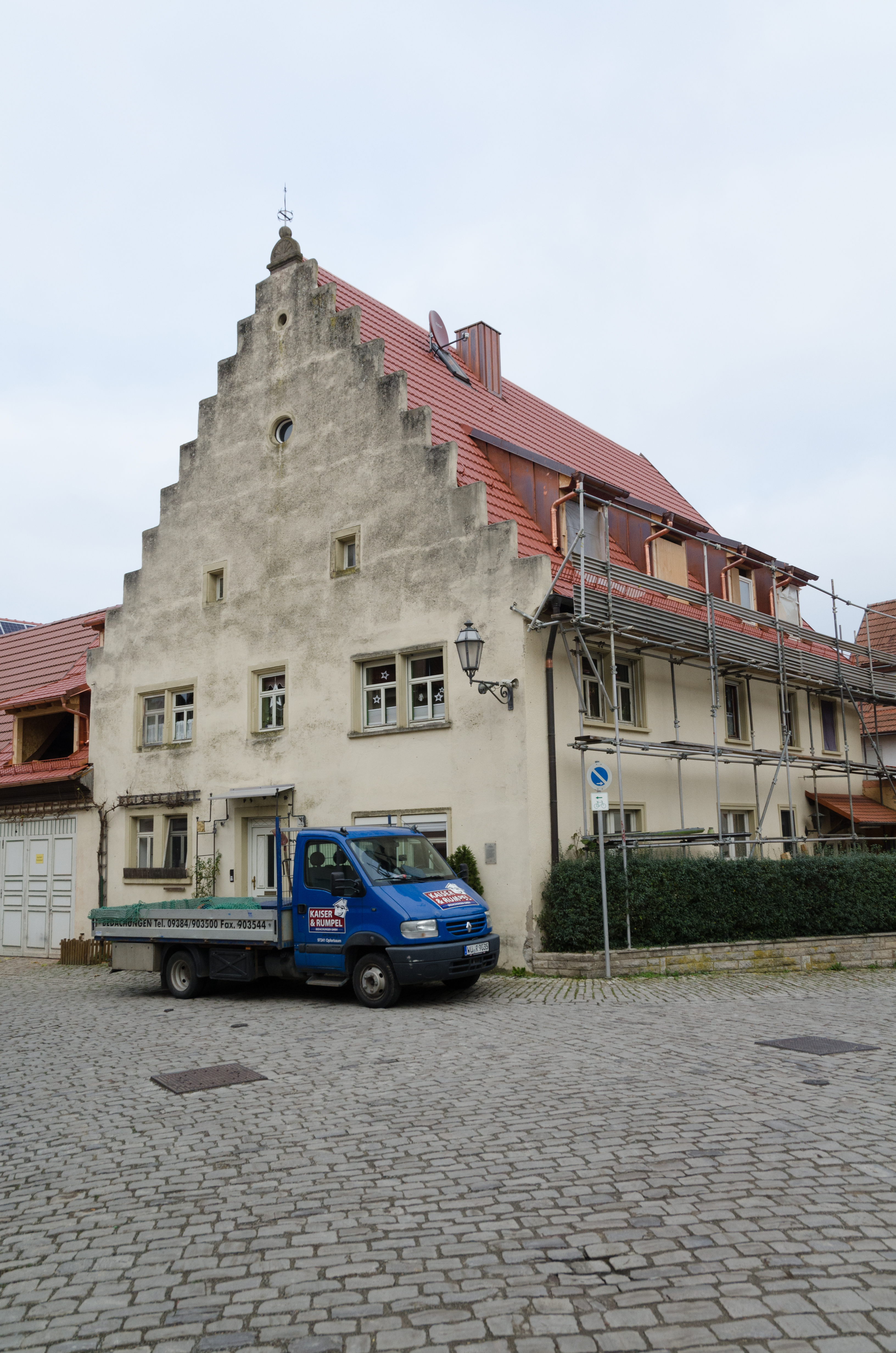
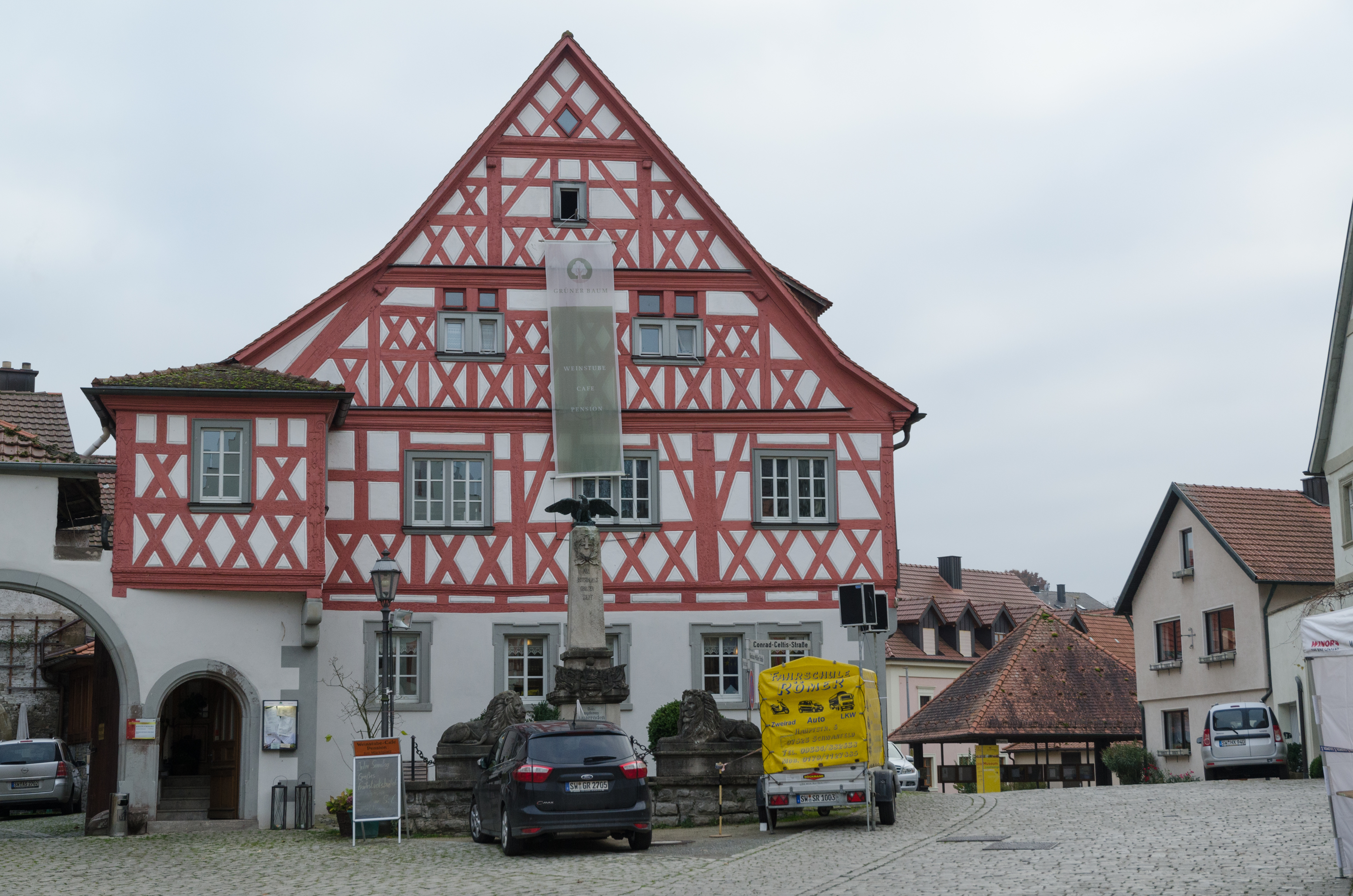
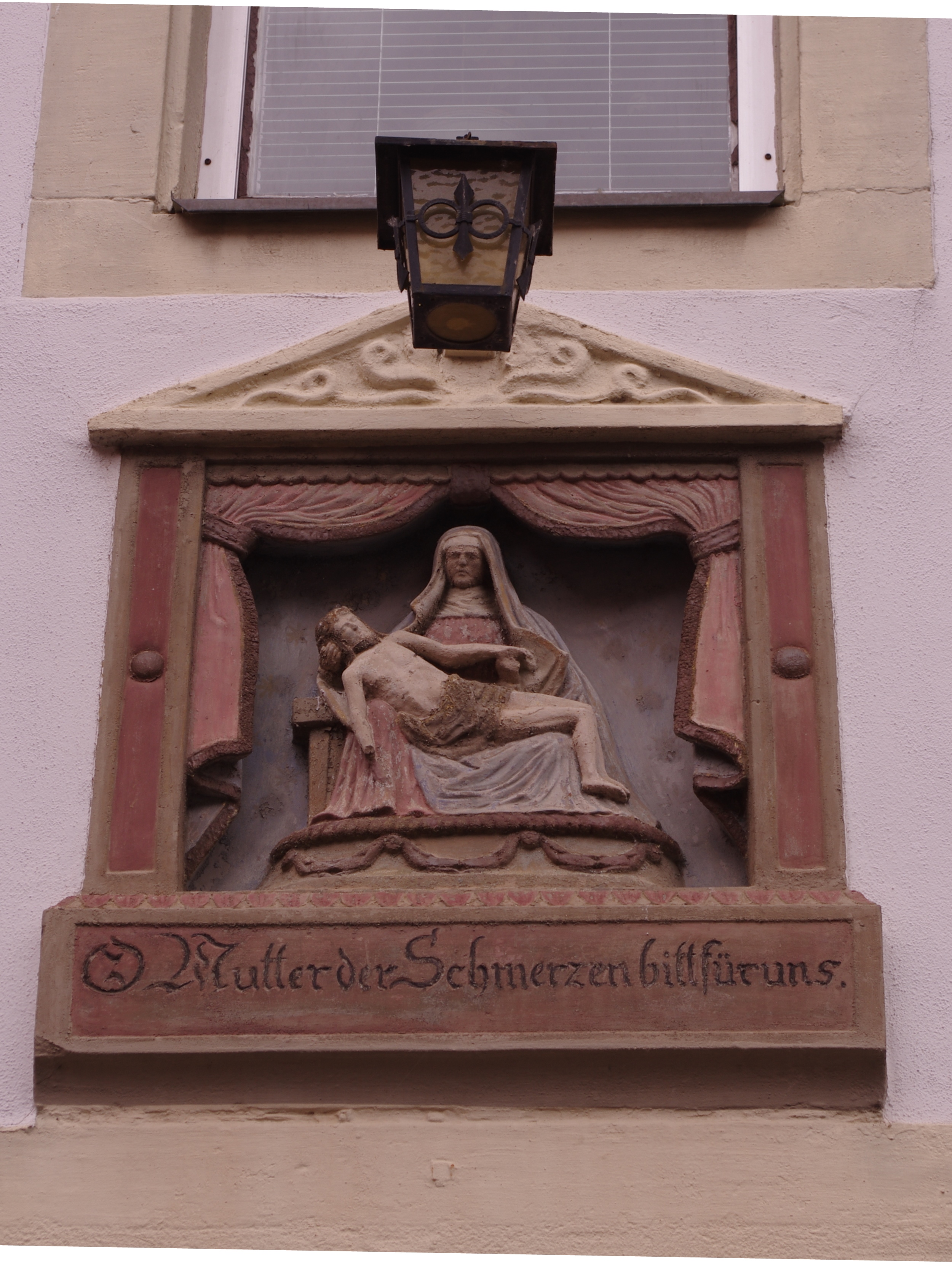
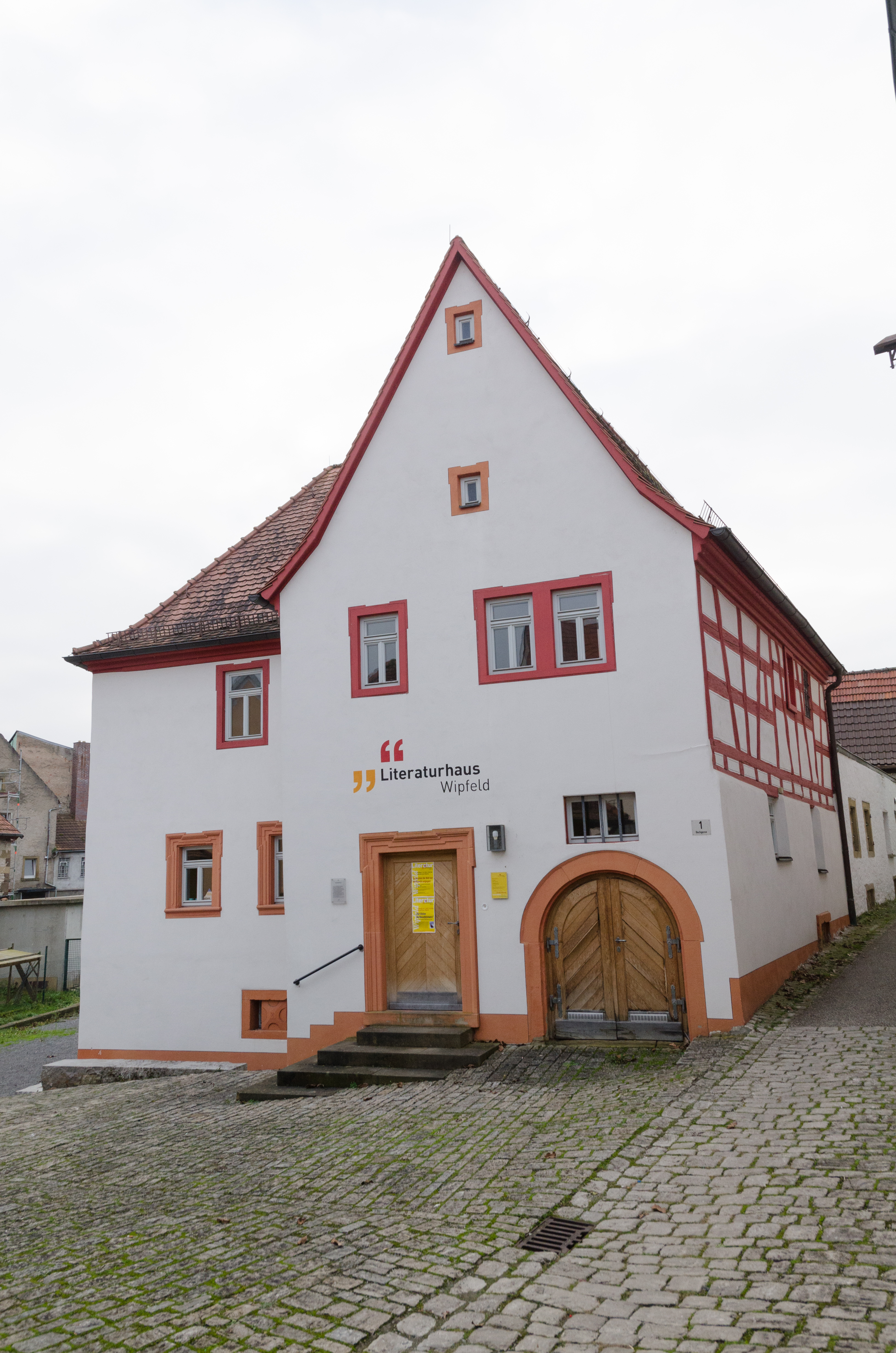